# The Desert Flower
The Desert Flower (título original en inglés; en español, La flor del desierto) es una ópera en tres actos con música de William Vincent Wallace y libreto en inglés de A. Harris y Thomas J. Williams, traducción al inglés del libreto de Henri Saint-Georges y Adolphe de Leuven para la ópera de Halévy Jaguarita l'Indienne. The Desert Flower se estrenó el 12 de octubre de 1863 en Londres en el Theatre Royal, Covent Garden con interpretación de la compañía de ópera inglesa de Pyne y Harrison, con Louisa Pyne en el rol titular.
The Desert Flower fue la última ópera terminada por Wallace, y su estreno supuso la octava y última temporada de la Compañía de ópera inglesa de Louisa Pyne y William Harrison. El Príncipe de Gales estuvo entre el público, y la propia Louisa Pyne cantó el rol de Oanita, mientras que Harrison fue el capitán Maurice. La ópera no tuvo un particular éxito, y se retiró después de dos semanas.

## Personajes
| Personaje                     | Tesitura             | Reparto del estreno 12 de octubre de 1863 |
| ----------------------------- | -------------------- | ----------------------------------------- |
| Oanita                        | soprano              | Louisa Pyne                               |
| Captain Maurice               | tenor                | William Harrison                          |
| Major Hector Van Pumpernickle | bass                 | Henry Corri                               |
| Casgan                        | bajo o bajo-barítono | Willoughby Weiss                          |
| Sergeant Peterman             | bajo                 | Thomas Aynsley Cook                       |
| Eva                           | contralto            | Susan Pyne                                |

## Sinopsis
Aunque se basa en Jaguarita l'Indienne de Halévy, la ambientación se cambia de la Guyana holandesa a un asentamiento holandés en Norteamérica, sitiada por los indios, liderados por su bella reina, Oanita. El asentamiento está protegido por dos oficialoes holandeses, el bravo Capitán Maurice y el Mayor Major Hector Van Pumpernickle (quien proporciona el elemento cómico). Las cosas se complican cuando Oanita y el capitán Maurice se enamoran. Esto lleva a que el secuaz Casgan a desafiar a Maurice en una lucha. Casgan es derrotado y se negocia un acuerdo para los amantes que permitirá a los indios y los colonos una coexistencia pacífica.